# 편지 (2004년 드라마)
《편지》는 2004년 1월 9일에 MBC에서 방영한 베스트극장이다.

## 등장 인물

### 주요 인물
- 정주은 : 혜주 역 - 양호교사
- 김강우 : 동일 역 - 폭력전과 3범

### 주변 인물
- 박영지 : 교장 역 - 재소자 교화위원
- 최상훈 : 동주 역 - 혜주의 오빠
- 정재곤 : 석환 역 - 변호사
- 신승환 : 성모 역 - 감방 동기

### 그 외 인물
- 주우 : 지석 역 - 혜주의 전 약혼자
- 김대성
- 공재원 : 교도관 역
- 백봉기
- 반혜라
- 김범주
- 이영현
- 김경민
- 박혁민
- 이화진
- 남연재
- 김추월